# Торрес Акоста, Мария Соледад
Святая Мария Соледад Торрес Акоста (исп. Maria Soledad Torres Acosta), в миру Бибиана Антония Мануэла Торрес Акоста (исп. Bibiana Antonia Manuela Torres Acosta, 2 декабря 1826, Мадрид — 11 октября 1887, Мадрид) — испанская монахиня, основательница религиозной конгрегации Служанки Марии, которая занимается уходом за больными и неимущими в клиниках, хосписах и на дому.

## Жизнь
Родилась 2 декабря 1826 года в семье Франсиско Торреса и Антонии Акосты, которые держали лавку на площади Испании в Мадриде. Получила образование у Дочерей милосердия, помогала сёстрам в бесплатной школе для бедных.
Примерно в 1850 году решила посвятить жизнь религии и подала прошение поступить в местный доминиканский монастырь. В 1851 году услышала об инициативе Мигеля Мартинеса Санса, приходского священника-сервита из Чамбери, организовать группу из семи женщин для ухода за больным и неимущими на дому. Торрес захотела поучаствовать в этом благом начинании, и Мартинес согласился принять её в качестве седьмого и последнего члена будущего ордена. 15 августа 1851 года она и шесть её товарок приняли монашеские обеты; Торрес получила монашеское имя Мария Соледад (Мария Скорбящая) .
В 1856 году Мартинес взял с собой шестерых из двенадцати сестёр в миссию в Фернандо-По, и в результате Торрес стала настоятельницей ордена и единственной оставшейся в Мадриде сестрой из первоначальной группы. Сёстры вскоре отстранили её от этого поста, что привело к такому хаосу, что местный епископ даже пригрозил распустить орден. Епископ изучил обстоятельства смещения Торрес и восстановил её на посту настоятельницы. Торрес продолжала работу с помощью своего духовного наставника-августинца Габино Санчеса. В 1961 году община получила одобрение епархии и своё название — Служанки Марии. Широкая общественность узнала о деятельности ордена после того, как сёстры оказали огромную помощь больным во время эпидемии холеры в 1865 году.
Во время пребывания на посте настоятельницы Торрес пришлось разбираться с несколькими судебными процессами и лживыми обвинениями. Она снова была отстранена от руководства, но отец Санчес восстановил её в должности после очередного расследования. Орден продолжал расти: в 1875 году его филиал появился в Гаване, а в 1876 году конгрегация была официально утверждена папой Пием IX.
Торрес умерла от пневмонии 11 октября 1887 года. Её останки были захоронены на простом участке среди других сестёр из ордена Служанок Марии.

## Почитание
Беатифицирована 5 февраля 1950 года папой Пием XII; канонизирована 25 января 1970 года папой Павлом VI. 18 января 1893 года мощи сестры Марии Соледад были перенесены в часовню главной обители основанного ею ордена на площади Чамбери в Мадриде.
День памяти — 11 октября.